# Футбол у Люксембурзі
Футбол у Люксембурзі є найпопулярнішим видом спорту. Федерація футболу Люксембургу є керівним органом професійного футболу у Люксембурзі і була заснована в 1908 році та увійшла до ФІФА 1910 року, а до УЄФА — 1954. ФФЛ організовує чемпіонат Люксембургу, що складається з п'яти дивізіонів, Кубок, а також управляє збірними країни.
Незважаючи на популярність футболу, ні люксембурзькі клуби, ні збірні, ніколи не грали в фінальних етапах футбольних турнірів.